# اندی گارنر
اندی گارنر (انگلیسی: Andy Garner؛ زادهٔ ۸ مارس ۱۹۶۶) بازیکن فوتبال اهل بریتانیا است.
از باشگاه‌هایی که در آن بازی کرده‌است می‌توان به باشگاه فوتبال دربی کانتی، باشگاه فوتبال برتون آلبیون، باشگاه فوتبال گرزلی، و باشگاه فوتبال بلکپول اشاره کرد.